# 호스

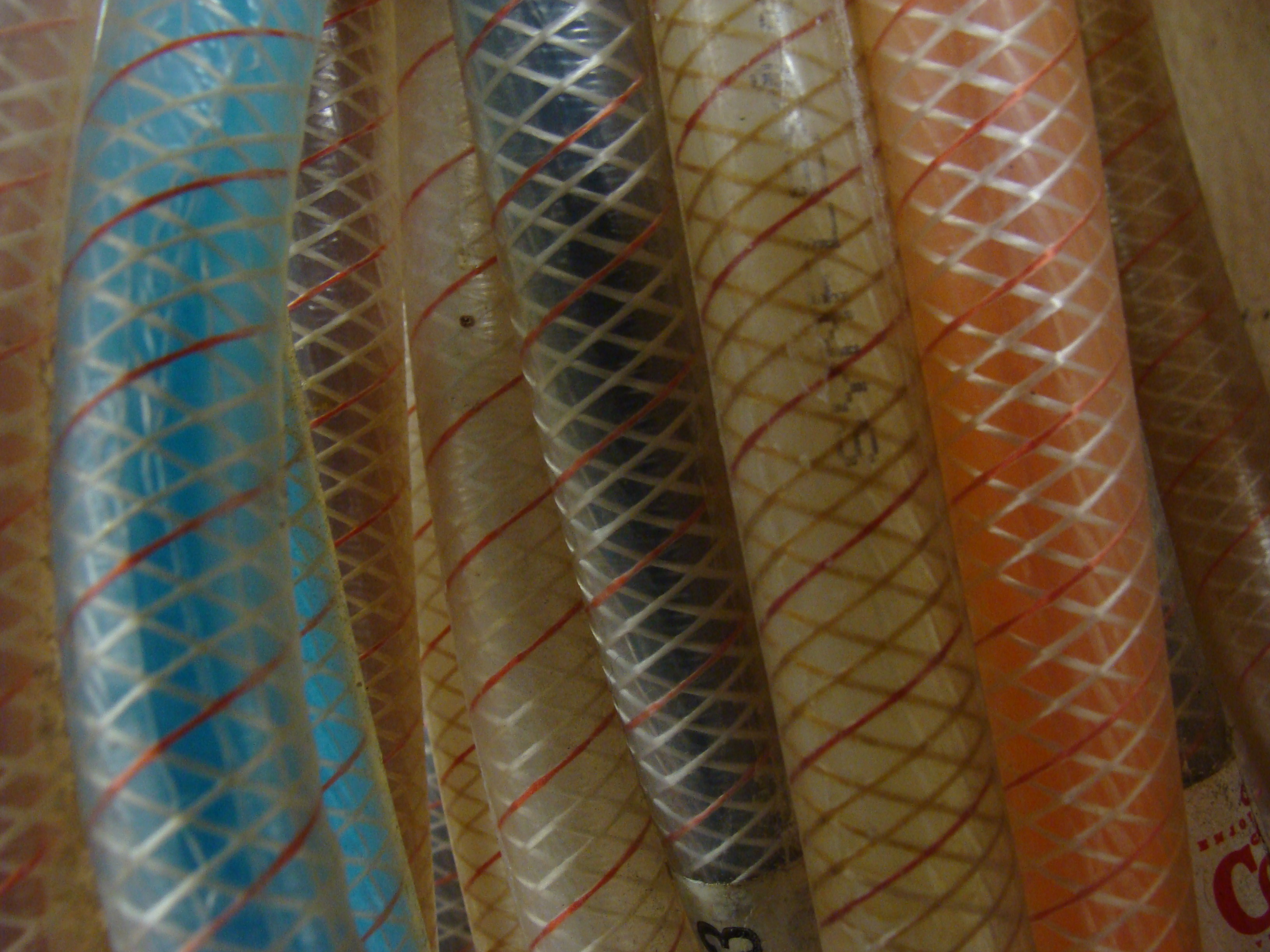
여러 줄의 호스 관

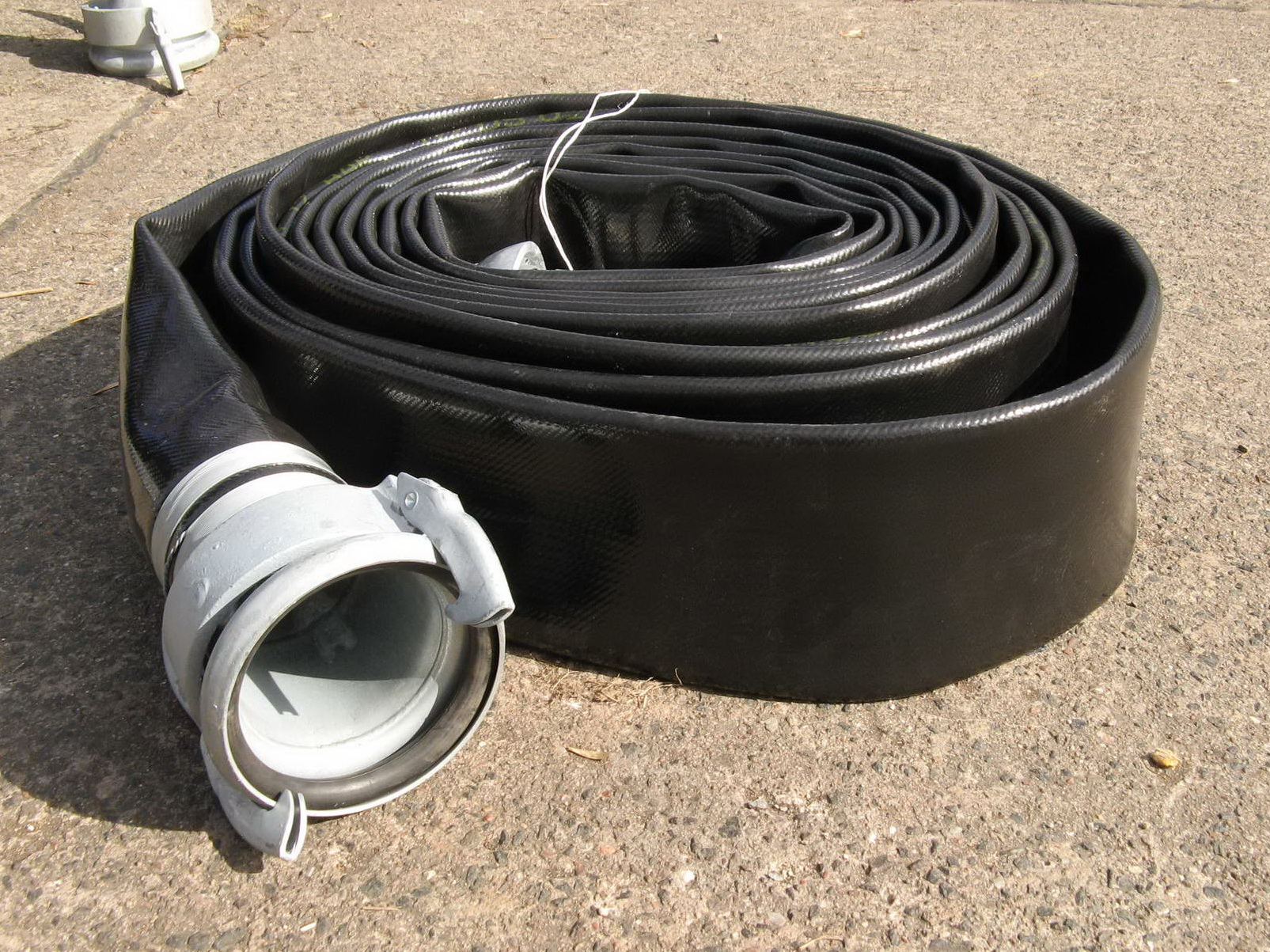
수관(물호스)

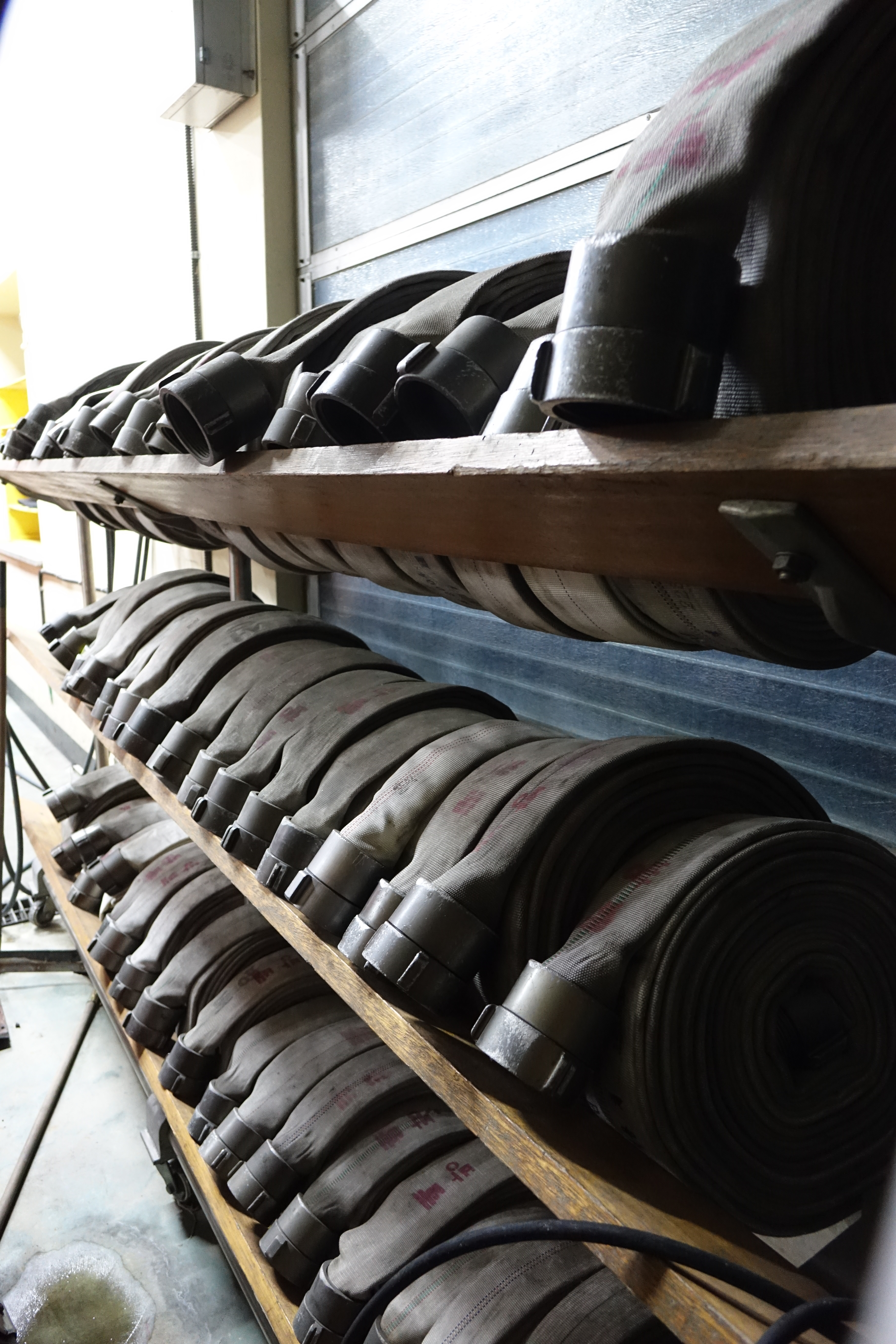
가지런히 정리된 소방호스

호스(hose)는 유체를 한 곳에서 다른 곳으로 옮길 수 있게 만든 속이 텅 빈 관이다. 호스의 모양은 일반적으로 원기둥으로 되어 있다.
호스는 하나의 물질로만 만들 수도 있고, 다양한 물질로 만들어진 것도 있다. 이를테면 대개가 환경 등급에 맞추어 나일론, 폴리우레탄, 폴리에틸렌, PVC, 합성 및 천연 고무로 응용하여 만들어진다.

## 같이 보기
- 파이프